# リーグチャンピオンシップシリーズ最優秀選手賞

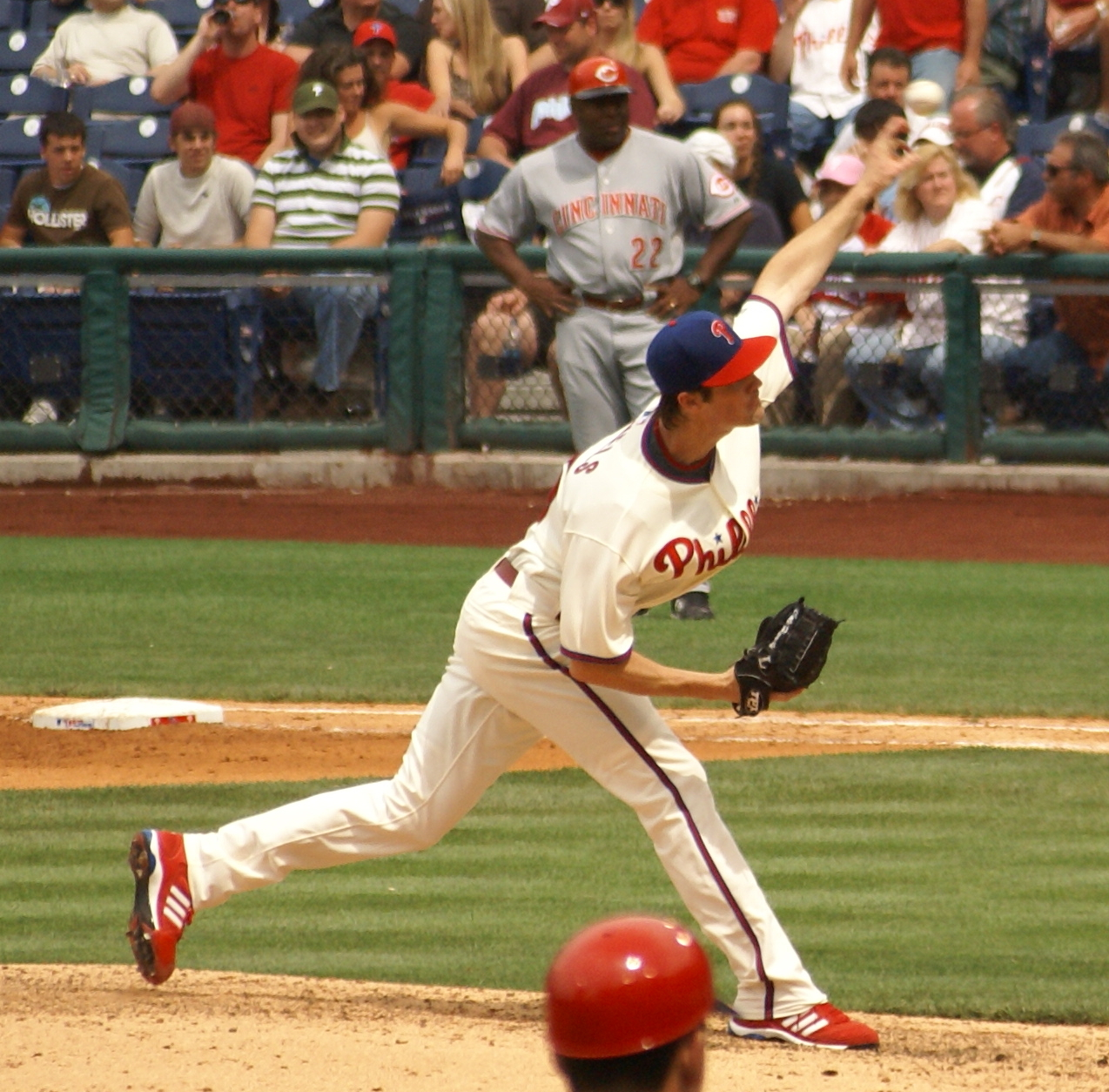
2008年のMVPのコール・ハメルズ。同年ワールドシリーズMVPも受賞している。

リーグチャンピオンシップシリーズ最優秀選手賞またはリーグチャンピオンシップシリーズMVP（League Championship Series Most Valuable Player Award）は、メジャーリーグベースボール（以下、MLB）のリーグ優勝決定戦であるリーグチャンピオンシップシリーズで最も顕著な活躍をした選手に与えられる賞。
ナショナルリーグでは1977年、アメリカンリーグでは1980年に制定された。最初の受賞者はナショナルリーグがダスティ・ベイカー、アメリカンリーグがフランク・ホワイト。歴代の受賞者のうちアメリカ野球殿堂入りを果たした選手はジョージ・ブレット、デニス・エカーズリー、リッキー・ヘンダーソン、カービー・パケット、オジー・スミス、ウィリー・スタージェルの6選手。
複数回受賞者はスティーブ・ガービー（1978年・1984年）、デーブ・ステュワート（1990年・1993年）、オーレル・ハーシュハイザー（1988年・1995年）の3選手で、いずれも1回目の受賞と2回目の受賞では異なるチームに所属している。同シーズンでリーグチャンピオンシップシリーズMVPとワールドシリーズMVPに選出された選手はスタージェル（1979年）、ダレル・ポーター（1982年）、ハーシュハイザー（1988年）、リバン・ヘルナンデス（1997年）、コール・ハメルズ（2008年）、デビッド・フリース（2011年）、コーリー・シーガー（2020年）、ジェレミー・ペーニャ（2022年）の8選手。
敗退チームからの選出はフレッド・リン（1982年）、マイク・スコット（1986年）、ジェフリー・レナード（1987年）の3選手（表中の赤色背景）。
ネルソン・クルーズがシリーズ記録となる6本塁打を、アドリス・ガルシアが15打点をそれぞれ記録している。2009年シーズン終了時点で68本塁打のアダム・ケネディは2002年のアメリカンリーグチャンピオンシップシリーズで5試合で3本塁打を記録。1991年のナショナルリーグチャンピオンシップシリーズでスティーブ・エイベリーがシリーズ記録となる161⁄3回無失点を記録。1997年のナショナルリーグチャンピオンシップシリーズでヘルナンデスが当時のシリーズ記録となる1試合15奪三振を記録し、1999年のアメリカンリーグチャンピオンシップシリーズでは先発とリリーフでそれぞれ勝利を記録したリバンの異母兄オーランド・ヘルナンデスが受賞した。

## 歴代受賞者
| 年度 | ナショナルリーグ                | ナショナルリーグ | ナショナルリーグ               | ナショナルリーグ  | アメリカンリーグ                   | アメリカンリーグ | アメリカンリーグ               | アメリカンリーグ  |
| 年度 | 受賞選手（受賞回数）            | 守備位置         | 所属チーム                     | 成績              | 受賞選手（受賞回数）               | 守備位置         | 所属チーム                     | 成績              |
| ---- | ------------------------------- | ---------------- | ------------------------------ | ----------------- | ---------------------------------- | ---------------- | ------------------------------ | ----------------- |
| 1977 | ダスティ・ベイカー              | 外野手           | ロサンゼルス・ドジャース       | .357 2本 8点      |                                    |                  |                                |                   |
| 1978 | スティーブ・ガービー（1）       | 一塁手           | ロサンゼルス・ドジャース       | .389 4本 7点      |                                    |                  |                                |                   |
| 1979 | ウィリー・スタージェル          | 一塁手           | ピッツバーグ・パイレーツ       | .455 2本 6点      |                                    |                  |                                |                   |
| 1980 | マニー・トリーヨ                | 二塁手           | フィラデルフィア・フィリーズ   | .381 0本 4点      | フランク・ホワイト                 | 二塁手           | カンザスシティ・ロイヤルズ     | .545 1本 3点 1盗  |
| 1981 | バート・フートン                | 投手             | ロサンゼルス・ドジャース       | 2勝0敗 防0.00     | グレイグ・ネトルズ                 | 三塁手           | ニューヨーク・ヤンキース       | .500 1本 9点      |
| 1982 | ダレル・ポーター                | 捕手             | セントルイス・カージナルス     | .556 0本 1点      | フレッド・リン                     | 外野手           | カリフォルニア・エンゼルス     | .611 1本 5点      |
| 1983 | ゲイリー・マシューズ・シニア    | 外野手           | フィラデルフィア・フィリーズ   | .429 3本 8点 1盗  | マイク・ボディッカー               | 投手             | ボルチモア・オリオールズ       | 1勝0敗 防0.00     |
| 1984 | スティーブ・ガービー（2）       | 一塁手           | サンディエゴ・パドレス         | .400 1本 7点      | カーク・ギブソン                   | 外野手           | デトロイト・タイガース         | .417 1本 2点 1盗  |
| 1985 | オジー・スミス                  | 遊撃手           | セントルイス・カージナルス     | .435 1本 3点 1盗  | ジョージ・ブレット                 | 三塁手           | カンザスシティ・ロイヤルズ     | .348 3本 5点      |
| 1986 | マイク・スコット                | 投手             | ヒューストン・アストロズ       | 2勝0敗 防0.50     | マーティ・バレット                 | 二塁手           | ボストン・レッドソックス       | .367 0本 5点      |
| 1987 | ジェフリー・レナード            | 外野手           | サンフランシスコ・ジャイアンツ | .417 4本 5点      | ゲイリー・ガイエティ               | 三塁手           | ミネソタ・ツインズ             | .300 2本 5点      |
| 1988 | オーレル・ハーシュハイザー（1） | 投手             | ロサンゼルス・ドジャース       | 1勝0敗1S 防1.09   | デニス・エカーズリー               | 投手             | オークランド・アスレチックス   | 0勝0敗4S 防0.00   |
| 1989 | ウィル・クラーク                | 一塁手           | サンフランシスコ・ジャイアンツ | .650 2本 8点      | リッキー・ヘンダーソン             | 外野手           | オークランド・アスレチックス   | .400 2本 5点 8盗  |
| 1990 | ロブ・ディブル                  | 投手             | シンシナティ・レッズ           | 0勝0敗1S 防0.00   | デーブ・ステュワート（1）          | 投手             | オークランド・アスレチックス   | 2勝0敗 防1.13     |
| 1990 | ランディ・マイヤーズ            | 投手             | シンシナティ・レッズ           | 0勝0敗3S 防0.00   | デーブ・ステュワート（1）          | 投手             | オークランド・アスレチックス   | 2勝0敗 防1.13     |
| 1991 | スティーブ・エイベリー          | 投手             | アトランタ・ブレーブス         | 2勝0敗 防0.00     | カービー・パケット                 | 外野手           | ミネソタ・ツインズ             | .429 2本 6点      |
| 1992 | ジョン・スモルツ                | 投手             | アトランタ・ブレーブス         | 2勝0敗 防2.66     | ロベルト・アロマー                 | 二塁手           | トロント・ブルージェイズ       | .423 2本 4点 5盗  |
| 1993 | カート・シリング                | 投手             | フィラデルフィア・フィリーズ   | 0勝0敗 防1.69     | デーブ・ステュワート（2）          | 投手             | トロント・ブルージェイズ       | 2勝0敗 防2.03     |
| 1994 | 開催中止                        | 開催中止         | 開催中止                       | 開催中止          | 開催中止                           | 開催中止         | 開催中止                       | 開催中止          |
| 1995 | マイク・デベロー                | 外野手           | アトランタ・ブレーブス         | .308 1本 5点      | オーレル・ハーシュハイザー（2）    | 投手             | クリーブランド・インディアンス | 2勝0敗 防1.29     |
| 1996 | ハビー・ロペス                  | 捕手             | アトランタ・ブレーブス         | .542 2本 6点 1盗  | バーニー・ウィリアムス             | 外野手           | ニューヨーク・ヤンキース       | .474 2本 6点 1盗  |
| 1997 | リバン・ヘルナンデス            | 投手             | フロリダ・マーリンズ           | 2勝0敗 防0.84     | マーキス・グリッソム               | 外野手           | クリーブランド・インディアンス | .261 1本 4点 3盗  |
| 1998 | スターリング・ヒッチコック      | 投手             | サンディエゴ・パドレス         | 2勝0敗 防0.90     | デビッド・ウェルズ                 | 投手             | ニューヨーク・ヤンキース       | 2勝0敗 防2.87     |
| 1999 | エディ・ペレス                  | 捕手             | アトランタ・ブレーブス         | .500 2本 5点      | オーランド・ヘルナンデス           | 投手             | ニューヨーク・ヤンキース       | 1勝0敗 防1.80     |
| 2000 | マイク・ハンプトン              | 投手             | ニューヨーク・メッツ           | 2勝0敗 防0.00     | デビッド・ジャスティス             | 外野手           | ニューヨーク・ヤンキース       | .231 2本 8点      |
| 2001 | クレイグ・カウンセル            | 二塁手           | アリゾナ・ダイヤモンドバックス | .381 0本 4点 1盗  | アンディ・ペティット               | 投手             | ニューヨーク・ヤンキース       | 2勝0敗 防2.51     |
| 2002 | ベニート・サンティアゴ          | 捕手             | サンフランシスコ・ジャイアンツ | .300 2本 6点      | アダム・ケネディ                   | 二塁手           | アナハイム・エンゼルス         | .357 3本 5点      |
| 2003 | イバン・ロドリゲス              | 捕手             | フロリダ・マーリンズ           | .321 2本 10点     | マリアノ・リベラ                   | 投手             | ニューヨーク・ヤンキース       | 1勝0敗2S 防1.13   |
| 2004 | アルバート・プホルス            | 一塁手           | セントルイス・カージナルス     | .500 4本 9点      | デビッド・オルティーズ             | 指名打者         | ボストン・レッドソックス       | .387 3本 11点     |
| 2005 | ロイ・オズワルト                | 投手             | ヒューストン・アストロズ       | 2勝0敗 防1.29     | ポール・コネルコ                   | 一塁手           | シカゴ・ホワイトソックス       | .286 2本 7点      |
| 2006 | ジェフ・スーパン                | 投手             | セントルイス・カージナルス     | 1勝0敗 防0.60     | プラシド・ポランコ                 | 二塁手           | デトロイト・タイガース         | .529 0本 2点      |
| 2007 | マット・ホリデイ                | 外野手           | コロラド・ロッキーズ           | .333 2本 4点      | ジョシュ・ベケット                 | 投手             | ボストン・レッドソックス       | 2勝0敗 防1.93     |
| 2008 | コール・ハメルズ                | 投手             | フィラデルフィア・フィリーズ   | 2勝0敗 防1.93     | マット・ガーザ                     | 投手             | タンパベイ・レイズ             | 2勝0敗 防1.38     |
| 2009 | ライアン・ハワード              | 一塁手           | フィラデルフィア・フィリーズ   | .333 2本 8点      | CC・サバシア                       | 投手             | ニューヨーク・ヤンキース       | 2勝0敗 防1.13     |
| 2010 | コディ・ロス                    | 外野手           | サンフランシスコ・ジャイアンツ | .350 3本 5点      | ジョシュ・ハミルトン               | 外野手           | テキサス・レンジャーズ         | .350 4本 7点 3盗  |
| 2011 | デビッド・フリース              | 三塁手           | セントルイス・カージナルス     | .545 3本 9点      | ネルソン・クルーズ                 | 外野手           | テキサス・レンジャーズ         | .364 6本 13点     |
| 2012 | マルコ・スクータロ              | 二塁手           | サンフランシスコ・ジャイアンツ | .500 0本 4点      | デルモン・ヤング                   | 外野手           | デトロイト・タイガース         | .353 2本 6点      |
| 2013 | マイケル・ワカ                  | 投手             | セントルイス・カージナルス     | 2勝0敗 防0.00     | 上原浩治                           | 投手             | ボストン・レッドソックス       | 1勝0敗3S 防0.00   |
| 2014 | マディソン・バンガーナー        | 投手             | サンフランシスコ・ジャイアンツ | 1勝0敗 防1.72     | ロレンゾ・ケイン                   | 外野手           | カンザスシティ・ロイヤルズ     | .533 0本 1点 1盗  |
| 2015 | ダニエル・マーフィー            | 二塁手           | ニューヨーク・メッツ           | .529 4本 6点      | アルシデス・エスコバー             | 遊撃手           | カンザスシティ・ロイヤルズ     | .478 0本 5点      |
| 2016 | ハビアー・バエズ                | 二塁手           | シカゴ・カブス                 | .318 0本 5点 2盗  | アンドリュー・ミラー               | 投手             | クリーブランド・インディアンス | 0勝0敗1S 防0.00   |
| 2016 | ジョン・レスター                | 投手             | シカゴ・カブス                 | 1勝0敗 防1.38     | アンドリュー・ミラー               | 投手             | クリーブランド・インディアンス | 0勝0敗1S 防0.00   |
| 2017 | ジャスティン・ターナー          | 三塁手           | ロサンゼルス・ドジャース       | .333 2本 7点      | ジャスティン・バーランダー         | 投手             | ヒューストン・アストロズ       | 2勝0敗 防0.56     |
| 2017 | クリス・テイラー                | ユーティリティー | ロサンゼルス・ドジャース       | .316 2本 3点      | ジャスティン・バーランダー         | 投手             | ヒューストン・アストロズ       | 2勝0敗 防0.56     |
| 2018 | コディ・ベリンジャー            | 中堅手           | ロサンゼルス・ドジャース       | .200 1本 4点 2盗  | ジャッキー・ブラッドリー・ジュニア | 中堅手           | ボストン・レッドソックス       | .200 2本 9点      |
| 2019 | ハウィー・ケンドリック          | 二塁手           | ワシントン・ナショナルズ       | .333 0本 4点      | ホセ・アルトゥーベ                 | 二塁手           | ヒューストン・アストロズ       | .348 2本 3点 1盗  |
| 2020 | コーリー・シーガー              | 遊撃手           | ロサンゼルス・ドジャース       | .310 5本 11点     | ランディ・アロサレーナ             | 外野手           | タンパベイ・レイズ             | .321 4本 6点      |
| 2021 | エディ・ロザリオ                | 外野手           | アトランタ・ブレーブス         | .560 3本 9点 1盗  | ヨルダン・アルバレス               | 指名打者         | ヒューストン・アストロズ       | .522 1本 6点      |
| 2022 | ブライス・ハーパー              | 指名打者         | フィラデルフィア・フィリーズ   | .400 2本 5点      | ジェレミー・ペーニャ               | 遊撃手           | ヒューストン・アストロズ       | .353 2本 4点      |
| 2023 | ケーテル・マルテ                | 二塁手           | アリゾナ・ダイヤモンドバックス | .387 0本 3点 1盗  | アドリス・ガルシア                 | 外野手           | テキサス・レンジャーズ         | .357 5本 15点 1盗 |
| 2024 | トミー・エドマン                | 遊撃手           | ロサンゼルス・ドジャース       | .407 1本 11点 1盗 | ジャンカルロ・スタントン           | 指名打者         | ニューヨーク・ヤンキース       | .222 4本 7点      |